# Talisman-Klasse
Die Talisman-Klasse war eine Klasse von vier Zerstörern der britischen Marine, die von 1916 bis 1921 in Dienst stand.

## Entwurf
Die Zerstörer der Talisman-Klasse wurden nach einem Entwurf der Werft Hawthorn, Leslie & Company in Hebburn nahe Newcastle upon Tyne gebaut. Angeblich sollten sie für die osmanische Marine gebaut werden. Im November 1915 erteilte die Admiralität einen Bauauftrag für vier Zerstörer, die die Namen Napier, Narborough, Offa und Ogre erhalten sollten. Mit fünf 102-mm-Geschützen und drei Torpedorohr-Zwillingssätze waren sie für ihre Zeit schwer bewaffnet.

### Baugeschichte

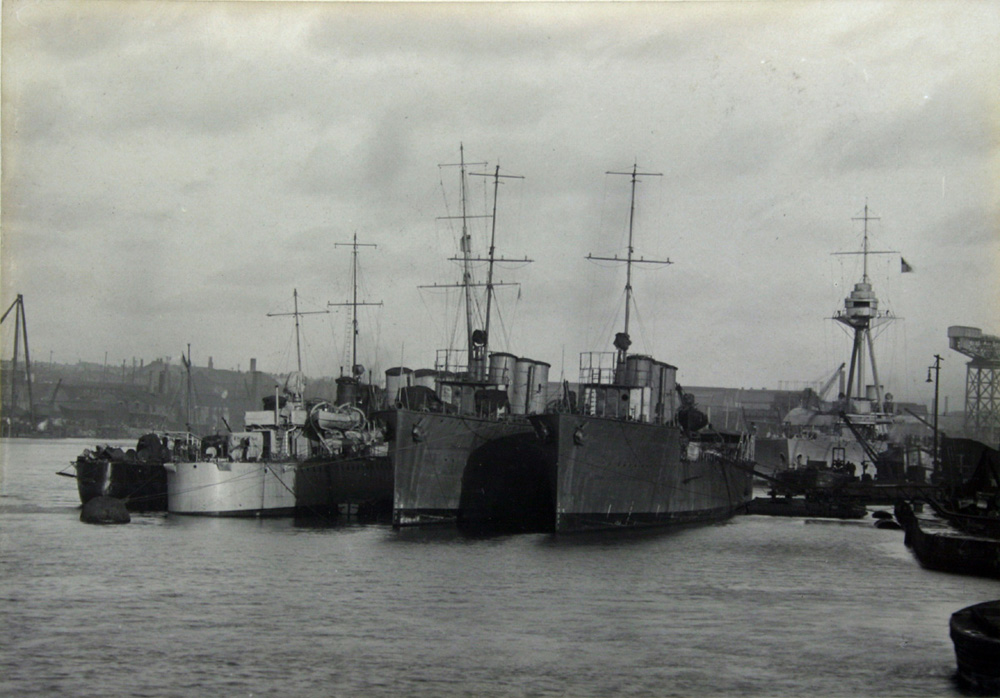
Talisman und Termagant im November 1915 in Hebburn mit Manxman

Die Bauwerft begann den Bau der vier Zerstörer mit den Baunummern 477 bis 480 im Dezember und Januar 1915, nachdem die beiden kleineren Hawthorn-M-specials vom Stapel gelaufen waren. Abweichend von den Entwürfen ließ die Royal Navy jedoch nur zwei Torpdorohrsätze installieren. Auch damit entsprachen die Zerstörer mehr den Flottillenführern der ursprünglich für Chile bestimmten Faulknor-Klasse und dem Einzelexemplar HMS Swift. Zwei nebeneinander angeordnete Geschütze waren auf dem Vorderdeck platziert. Die restlichen Geschütze waren zwischen dem ersten und zweiten Schornstein, hinter den Plattform für den Suchscheinwerfer sowie auf einem Podest auf dem Achterdeck montiert. Alle Geschütze waren durch Halbschilde geschützt. Aufgrund ihrer Größe und Bewaffnung glichen sie mehr den Flottillenführern als den Zerstörern der M-Klasse. Im Februar 1915 wurden die Namen der im Bau befindlichen Zerstörer geändert, die jetzt alle mit T begannen.
Zwischen dem 15. Juli 1915 und dem Januar 1916 liefen die Schiff dann vom Stapel. Gleichzeitig fertigte die Bauwerft noch den aus dem Haushalt 1913/14 bestellten Flottillenführer Marksman, der im November 1915 abgeliefert wurde. Nach dem Stapellauf der Talisman-Zerstörer begann die Bauwerft den Bau von Standard-Zerstörer der M-Klasse (Pigeon, Plover) im Juli und der R-Klasse (Sarpedon, Starfish, Stork) ab September 1915, denen bis zum Kriegsende weitere Zerstörer und Flottillenführer der Standardtypen folgten.

Die Rumpfform der Talisman-Klasse wurde als so vorteilhaft angesehen, dass sie für die ab 1917 gebauten Zerstörer der V- und W-Klasse übernommen wurde, die wohl die Spitze des Zerstörerbaus ihrer Zeit darstellten.

### Einsätze
Die zuerst fertiggestellte Talisman wurde der 11th Submarine Flotilla in Blyth zugeteilt. Ab Mai wurde dort auch die Trident eingesetzt. Diese der Grand Fleet unterstellte Flottille sollte mit ihren U-Booten auf vorher festgelegten Positionen und Suchkursen Vorstöße der Flotte in die südliche Nordsee unterstützen. Die Zerstörer sollten die U-Boote unterstützen und die Befehlsübermittlung zu ihnen verbessern.  Um ihre Besatzungen einzufahren, kamen die Zerstörer erst zur 10th Destroyer Flotilla der Harwich Force. Während dieser Ausbildungsphase befanden sich Termagant und Turbulent Ende Mai bei der 13th DF und nahmen an der Skagerrakschlacht teil, in der die Turbulent nach Kollision mit SMS Westfalen mit der gesamten Besatzung verloren ging. Die Flottille unter Führung des Leichten Kreuzers Champion bestand aus weiteren zehn Zerstörern der M-Klasse, von denen Nestor und Nomad verloren gingen. Sie sicherte die britische Schlachtkreuzer-Gruppe und sollte am Nachmittag mit einem Torpedoangriff den Rückzug der deutschen Schlachtkreuzer stoppen. Bei diesem Versuch kam es zu einem Gefecht mit den deutschen Torpedobooten mit einem ähnlichen Auftrag, in das zuletzt auch noch die Schlachtschiffe der aufkommenden Hochseeflotte eingriffen und die beiden vorgenannten Zerstörer der M-Klasse versenkten. Turbulent sank in der Nacht, als britische Zerstörer  in die Linie der rückmarschierenden Hochseeflotte liefen.
Termagant wechselte im September 1916 zu der auch bei der Grand Fleet eingesetzten 10th Submarine Flotilla. Im November 1917 wechselten dann Termagant und die auch bei 13th Submarine Flotilla eingesetzte Trident zur 6th Destroyer Flotilla der Dover Patrol. Die bei der11th Submarine F. eingesetzte Talisman  wurde im April 1918 zur 3rd DF versetzt. Die in Neuaufstellung befindliche Flottille wurde schließlich von der Nimrod mit Talisman  als zweitem Leader geführt und verfügte bei Kriegsende über elf Zerstörer der M-Klasse.

### Verbleib
Die drei verbliebenen Zerstörer der Klasse wurden 1919 der Reserve zugeführt und 1921 zum Abbruch verkauft.

## Die Zerstörer der Klasse
| Name      | Kiellegung | Stapellauf | in Dienst  | Einsatz                                                            | Endschicksal                                          |
| --------- | ---------- | ---------- | ---------- | ------------------------------------------------------------------ | ----------------------------------------------------- |
| Talisman  | 7.12.1914  | 15.07.1915 | 1.01.1916  | 11th Submarine Flotilla, April 1918 Leader 3rd DF, Rosyth          | März 1919 Reserve Nore, Mai 1921 zum Abbruch          |
| Termagant | 17.12.1914 | 26.08.1915 | 18.03.1916 | 10th DF, 9.1916 10th Submarine Flotilla, 11.1917 6th DF Dover      | April 1919 Local Flotilla Dover, Mai 1921 zum Abbruch |
| Trident   | 1.07.1915  | 20.11.1915 | 24.03.1916 | 10th DF, 5.1916 11th/13th Submarine Flotilla, 11.1917 6th DF Dover | März 1919 Reserve Nore, Mai 1921 zum Abbruch          |
| Turbulent | 9.01.1915  | 5.01.1916  | 12.05.1916 | 10th DF (mit 13th DF Skagerrak)                                    | 1. Juni 1916 von Westfalen versenkt;                  |